# Tigranakert (Artsach)
Tigranakert (Armeens: Արցախի Տիգրանակերտ, Artsachi Tigranakert, Tigranakert van Artsach) is een Oud-Armeense hellenistische stad in Nagorno-Karabach, in het zuidoosten van het gewest Mardakert. De Armeense koning Tigranes II de Grote (95-55 v.Chr.) bouwde vier steden in zijn rijk, die zijn naam droegen.
In de 7e eeuw maakte de Armeense geschiedschrijver Sebeos melding van Tigranakert. In de late middeleeuwen was Tigranakert een kleine stad in het Vorstendom Chatsjen. De eerste opgravingen in Tigranakert vonden plaats in 2005.